# Johann Friedrich Pfaff
Johann Friedrich Pfaff (Stuttgart, 22 december, 1765 - Halle, 22 april 1825) was een Duits wiskundige.

## Leven
Pfaff was de tweede uit een gezin met twaalf kinderen. Zijn vader was de financiële staatsraad van Württemberg, Frederick Burkhard Pfaff en zijn moeder was Maria Magdalena Brand.
Van 1774 tot 1785 bezocht hij de Hohe Karlsschule in het hertogelijke slot Solitude in de buurt van Stuttgart. Op initiatief van Karl Eugen van Württemberg, de plaatselijke vorst en oprichter van deze school, studeerde Pfaff vanaf 1785 aan de Universiteit van Göttingen bij Kästner en Lichtenberg wis- en natuurkunde. In 1787 ging hij naar de Sterrenwacht Berlijn om daar bij de astronoom Bode sterrenkunde te bestuderen en ten slotte naar Wenen. Op instigatie van Lichtenberg werd hij in 1788 tot professor aan de wiskunde benoemd aan de Universiteit van Helmstedt. Ook twee van zijn broers werden professor in respectievelijk de scheikunde en de wiskunde.
Pfaff trouwde in 1803 met zijn nicht Caroline Brand. Samen kregen zij twee zonen.

## Werk

### Helmstedt
In Helmstedt publiceerde Pfaff in 1788 werken over een nieuwe manier om differentiaalrekeningregels af te leiden en over de sommering van bepaalde rijen. In 1793 knoopte hij aan bij werk van Euler over reeksontwikkelingen voor bepaalde integrale machten.

### Gauss
Het was een historische verdienste van Pfaff dat hij het genie van de jonge Gauss herkende. Als promotor gaf hij in 1799 toestemming aan Gauss om in absentia aan de Universiteit van Helmstedt zijn doctoraat te verkrijgen. Pfaff was een voorloper van de Duitse school van wiskundig denken, die onder Gauss en diens volgelingen voor een groot deel de lijnen uitzette waarlangs de wiskunde zich in de negentiende eeuw zou ontwikkelen. Hij leerde Gauss goed kennen toen beiden in 1798 tegelijkertijd in Helmstedt leefden. Formeel was hij daar zijn promotor.

### Halle
Nadat de Universiteit van Helmstedt in 1810 vanwege anti-Franse onlusten was gesloten, kwam Pfaff in 1812 naar de net heropende Universiteit van Halle, waar hij ook hoofd van de plaatselijke sterrenwacht werd. Beide plaatsen maakten op dat moment deel uit van het door Napoleon opgerichte Koninkrijk Westfalen. Een student van Pfaff in deze tijd was August Ferdinand Möbius.

### Pfaffse (Pfaffiaanse) vormen
In 1815 publiceerde Pfaff zijn belangrijkste werk: "Methodus generalis aequationes differentiarum particularum ... complete intigrandi". Het gaat hier om het Pfaffsche probleem van de integratie van partiële differentiaalvergelijkingen van de vorm
{\displaystyle \omega =0} mit
{\displaystyle \qquad \omega =\sum _{k=1}^{n}f_{k}(x_{1},\ldots ,x_{n})\,\mathrm {d} x.}
Heden ten dage noemt men {\displaystyle \omega } een
Pfaffse vorm in de n variabelen {\displaystyle x_{1},\ldots ,x_{n}}. 
Deze methode werd in 1827 verder uitgebouwd door Jacobi.

### Nalatenschap
Bij zijn dood in in 1825 liet Pfaff een uitgebreide wiskundige nalatenschap achter, die in de universiteitsbibliotheek van Halle wordt bewaard.
Pfaff wordt gezien als een van Duitslands meest vooraanstaande wiskundigen van het begin van de 19e eeuw. Hij bestudeerde de integraalrekening en staat bekend om zijn werk aan de partiële differentiaalvergelijkingen van de eerste orde (de "Pfaffiaanse systemen", zoals deze nu worden genoemd). Deze partiële differentiaalvergelijkingen werden later opgenomen in de theorie van de differentiaalvormen.